# When Incubus Attacks Volume 1
When Incubus Attacks, Vol. 1 es un extended play de la banda de rock alternativo estadounidense Incubus, publicado el 22 de agosto de 2000 por Epic/Immortal. El título es una parodia de "When Animals Attack".
Las canciones de este EP fueron grabadas en noviembre de 1999, como respuesta a las reproducciones radiales de «Pardon Me» en su versión acústica. Otra canción presente, «Crowed Elevator», fue grabada en las sesiones de Make Yourself e incluida en la banda sonora de Scream 3, además de dos canciones en directo y una pista oculta.
La cantidad del EP se limitó en Estados Unidos a solo 100.000 copias, pero en Canadá continúa estando ampliamente disponible.

## Lista de canciones
| N.º   | Título                                                                        | Duración |  |
| 1.    | «Pardon Me (Acoustic)»                                                        | 3:53     |  |
| 2.    | «Stellar (Acoustic)»                                                          | 3:15     |  |
| 3.    | «Make Yourself (Acoustic)»                                                    | 3:23     |  |
| 4.    | «Crowded Elevator»                                                            | 4:46     |  |
| 5.    | «Favorite Things (Live)»                                                      | 3:56     |  |
| 6.    | «Pardon Me (Live)» (incluye canción oculta «We're Smokin'», comienza en 4:47) | 4:33     |  |
| 27:19 |                                                                               |          |  |

## Posicionamiento en listas
| Listas (2000)                  | Mejor posición |
| ------------------------------ | -------------- |
| Estados Unidos (Billboard 200) | 41             |